# ダルメシアン (お笑いコンビ)
ダルメシアンは、ホリプロコムに所属していたお笑いコンビ。

## メンバー
- 川口 英之（1984年4月5日[1] - ）

ボケ担当。愛知県名古屋市出身。身長175cm、体重73kg。
- 平井 奨（ひらい すすむ、1985年2月10日 - ）

ツッコミ担当。東京都出身。身長168cm、体重55kg、血液型A型。

## 来歴・概説
結成当初のコンビ名は「ラフ・メイカー」、その後「チャンネルチェンジ」に改名、現在の「ダルメシアン」に再改名して現在に至る。前所属事務所は三木プロダクション、その後フリーだった期間を経てホリプロコム入り。川口は「チャンネルチェンジ」時代は「さいばい」という芸名だった。
コント、漫才とも演じたことがある。また、二人で一緒に大きなジーンズを頭から被って演じる「ジーパン兄弟」のコントがある。二人でジーパンのことについて語る他、「デニム～、デニム～」などと歌うネタなどがある。『あらびき団』では、そのまま「ジーパン兄弟」の名前で出演していた。
2009年10月解散。この後、川口は元・アビリティモンキー（同じくホリプロコム所属、2009年11月解散）の後藤亮介と『ボストンミルク』（現・ホタテーズ）を結成、2010年1月15日の『ホリプロお笑いライブNEO』にボストンミルクとして初出演。

## 出演
- あらびき団（TBSテレビ） - 2008年9月10日初出演 ※ジーパン兄弟として出演。
- オニ発注（テレビ東京） - 2008年9月10日
- BSブランチ（BS-i） - 2008年12月13日
- お笑い図鑑 ハマヌキ（テレビ神奈川）